# Atelopus lozanoi
Atelopus lozanoi es una especie de anfibios de la familia Bufonidae.
Es endémica de Colombia.

## Hábitat
Su hábitat natural es el páramo e incluye humedales, quebradas y corrientes de agua de flujo rápido, entre los 3000 y 3300 m de altitud. Está amenazada de extinción por la pérdida de su hábitat natural.
Observada anteriormente en el páramo de Palacio, municipio de La Calera; ha sido hallada en el Parque nacional natural Chingaza, en la vereda Maza Fonté del municipio de Choachí. Se desarrollan procesos de conservación en donde se involucran de manera participativa a la comunidad campesina y a los profesionales técnicos del Sistema de Parques Nacionales Naturales y con apoyo de entidades internacionales.

## Descripción
No hay dimorfismo sexual. Presentan en promedio una longitud del cuerpo 39 mm. Presentan piel de color amarillo a castaño obscuro rojizo con retículo grueso, irregular, o pequeñas manchas marrón obscuro. Vientre naranja rojizo a rojo con mancha gular marrón obscuro.